# La parte chiara
La parte chiara è un singolo del cantante italiano Marco Masini, pubblicato il 9 ottobre 2020 come terzo estratto promozionale dall'album Masini +1 30th Anniversary dopo Il confronto e T'innamorerai feat. Francesco Renga.
Il brano è stato scritto dallo stesso Masini con Federica Camba e Daniele Coro.

## Video musicale
Il videoclip è stato pubblicato il 9 ottobre 2020 sul canale Vevo-YouTube del cantante. Le riprese, dirette da Stefano Salvati, si sono svolte a Ravenna e dintorni nel mese precedente.